# 克瓦爾松
克瓦爾松（挪威語：Kvalsund）是挪威芬馬克郡的旧市镇。該市镇存在於1869年至2020年間。2020年1月1日并入哈默弗斯特市镇。